# (10879) 1996 VM3
(10879) 1996 VM3 est un astéroïde de la ceinture principale d'astéroïdes découvert en 1996.

## Description
(10879) 1996 VM3 a été découvert le 6 novembre 1996 à l'observatoire astronomique d'Ōizumi, situé à Ōizumi, dans la préfecture de Gunma, au Japon, par Takao Kobayashi.

### Caractéristiques orbitales
L'orbite de cet astéroïde est caractérisée par un demi-grand axe de 2,91 ua, un périhélie de 2,71 ua, une excentricité de 0,07 et une inclinaison de 1,19° par rapport à l'écliptique. Du fait de ces caractéristiques, à savoir un demi-grand axe compris entre 2 et 3,2 ua et un périhélie supérieur à 1,666 ua, il est classé, selon la JPL Small-Body Database, comme objet de la ceinture principale d'astéroïdes.

### Caractéristiques physiques
(10879) 1996 VM3 a une magnitude absolue (H) de 13,2 et un albédo estimé à 0,237.